# Edward Mannock

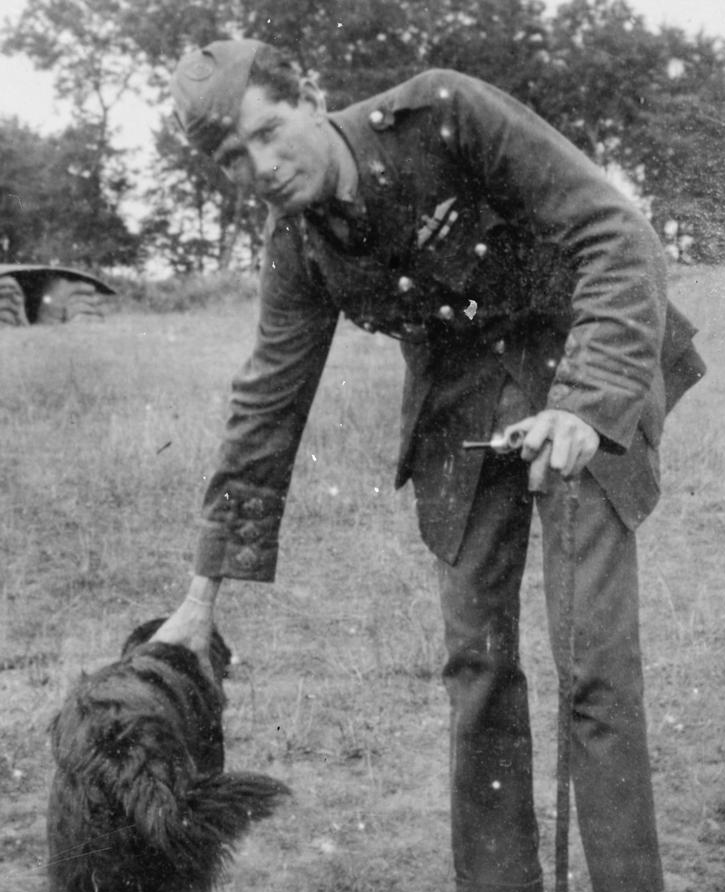
Edward Mannock, ca. 1917/18

Major Edward Corringham „Mick“ Mannock (* 24. Mai 1887 in Ballincollig bei Cork, Irland; † 26. Juli 1918 bei Béthune, Frankreich) war ein britischer Jagdflieger des Ersten Weltkrieges. Posthum wurde er mit dem Victoria-Kreuz ausgezeichnet.

## Leben
Er gilt als besonders talentierter Pilot und Patrouillenführer. Er war der erfolgreichste Jagdflieger Großbritanniens im Ersten Weltkrieg und wird manchmal fälschlicherweise als erfolgreichster Flieger der Alliierten genannt.
Vor Beginn des Krieges arbeitete Mannock als Telefontechniker in der Türkei, wo er zu Kriegsbeginn interniert wurde. Nach seiner Repatriierung auf Grund seines schlechten Gesundheitszustandes meldete er sich freiwillig beim Royal Flying Corps. Dort wurde er Schüler des berühmten James McCudden. Im April 1917 wurde er zur No. 40 Squadron versetzt, wo er zunächst wenig erfolgreich Jagdflugzeuge der Typen Nieuport 11 und Nieuport 17 flog. Doch nachdem er sich an seine Aufgabe gewöhnt hatte, wurde er ein erfolgreicher Pilot, der sich viele Gedanken über die Optimierung dieser neuen Waffe machte. Hier finden sich Parallelen zum deutschen Ass Oswald Boelcke.
Im Februar 1918 wurde Mannock der No. 74 Squadron als Staffelführer zugeteilt und flog dort die relativ neue SE 5a. Mit diesem Flugzeug begann der Aufstieg Mannocks, obwohl es anfänglich Waffen- und Motorprobleme gab.
Die größte Zeit Mannocks begann am 3. Juli 1918, als er zum Kommandanten der No. 85 Squadron ernannt wurde. Als Jagdflieger extrem erfolgreich und bei seinen Soldaten sehr beliebt, geriet er immer mehr in eine depressive Verstimmung. Er war nun vom Gedanken an seinen nahen Tod geradezu besessen. Nach seinen Zielen nach dem Krieg befragt, meinte er nur: „Für mich wird es kein Danach geben!“
Mick Mannock war eine äußerst sensible Persönlichkeit und litt nun immer mehr unter massiven Angstzuständen. Er befürchtete besonders, im Luftkampf brennend abgeschossen zu werden. Er versicherte, sich in einem solchen Fall mit einer Pistole sofort selbst das Leben zu nehmen. In den letzten Wochen seines Lebens wurde sein sich stetig steigernder Hass auf den Gegner nahezu pathologisch: Auf die Frage, warum er einmal ein abgeschossenes Flugzeug noch am Boden unter Feuer nahm, antwortete er: „Es ist besser, wenn die Schweine tot sind!“
Als Staffelführer verstand es Mannock wie kein anderer, jungen unerfahrenen Piloten Selbstvertrauen zu geben. Oft verzichtete er auf die Anrechnung eines Abschusses und überließ den Luftsieg einem Anfänger.
Am frühen Morgen des 26. Juli 1918 startete er in Begleitung von Lt. Donald C. Inglis, der bis dahin noch keinen Abschuss erzielt hatte. Nachdem er einen deutschen Zweisitzer abgeschossen hatte, wurde er in Bodennähe von deutscher Infanterie beschossen. Plötzlich fing seine SE 5a mit der Seriennummer E1294 Feuer und explodierte am Boden über deutschem Gebiet. Es ist nicht bekannt, ob er, wie in solch einem Fall angekündigt, noch zur Pistole greifen konnte. Auch ist nicht völlig geklärt, wo Mannock beerdigt wurde. Sein Grab gilt als verschollen.

## Umstrittene Zahl seiner Abschüsse
Nach dem Krieg wurde die Zahl von Mannocks Luftsiegen mit 73 angegeben, eine Zahl, die auch heute noch in verschiedenen Quellen zu finden ist. Manchmal wird sogar behauptet, in Wirklichkeit habe er über 100 Abschüsse erzielt. Mit dieser Zahl von 73 lag er nur 7 Abschüsse hinter Manfred von Richthofen und genau einen Abschuss über dem Kanadier Billy Bishop, der heute als erfolgreichster Jagdflieger des Britischen Empire gilt. Mit an Sicherheit grenzender Wahrscheinlichkeit ist diese Angabe falsch – noch höhere Angaben sind mit Sicherheit Propaganda. Mannocks offizielle Abschusszahl war nur 47, er selbst gab 51 Luftsiege an, manchen Quellen zufolge auch 50. Eine weitere Unsicherheit stellt die Tatsache dar, dass die Briten am Ende des Weltkrieges geteilte Luftsiege – wenn mehrere Piloten eines Geschwaders beim Abschuss eines Feindflugzeugs beteiligt waren – als Abschuss für jeden einzelnen Piloten anrechneten. Die Deutschen rechneten jeden Abschuss nur einem Jagdflieger zu. Neuere Analysen von Weltkriegsforschern sprechen von 61 Luftsiegen, wenn geteilte Luftsiege mitgerechnet werden (Above the Trenches, C. Shores 1990). Diese Zahl ist heute weitgehend akzeptiert. Die falsche Zahl 73 geht vermutlich auf den Autor Ira Jones zurück, einen Schüler Mannocks. Von ihm wird berichtet, dass er Billy Bishop nicht leiden konnte.

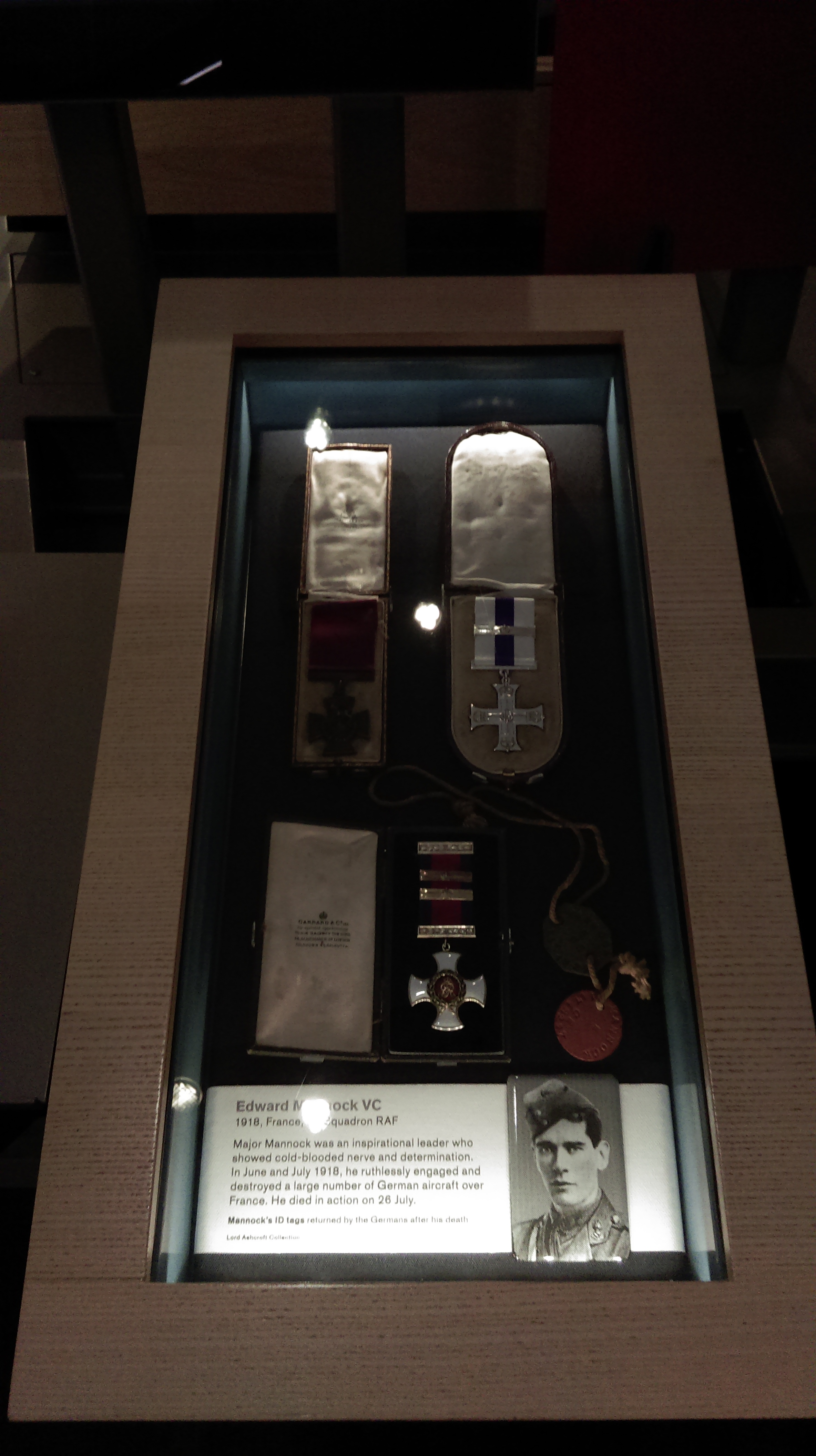
Major Mannocks Ordenssammlung im Imperial War Museum, London

## Sonstiges
Aufgrund einer zeitweiligen Erblindung als Kind war seine Sehfähigkeit auch als Erwachsener etwas eingeschränkt.